# Buquetia intermedia
Buquetia intermedia là một loài ruồi trong họ Tachinidae.